# Чистое (озеро, Тамбовская область, у Тулиновки)
Чи́стое, или Чи́стое о́зеро, — озеро в центральной части Тамбовской области России, находится на территории Тулиновского сельсовета Тамбовского района. Расстояние от Тамбова составляет 15 км, от села Тулиновка — 3,5 км. На западном берегу водоёма расположена база общества охотников и рыболовов, с восточной стороны — посёлок Смоляной завод. Озеро со всех сторон окружено лесом 60-го и 61-го кварталов Новолядинского лесничества. Охраняется государством с 1979 года как гидрологический памятник регионального значения «Озеро Чистое».

## Общие сведения
Озеро Чистое образовалось в плоской котловине и обладает ярко выраженной грушеобразной формой. Северная часть шире, чем южная. Озеро вытянуто более, чем на 1000 м с юго-запада на северо-восток. Протяжённость с запада на восток варьируется от 250 до 750 м. Береговая линия достаточно ровная, хотя можно встретить и небольшие заливы. Общая площадь озера — 35 га.
Глубины возле берега, как правило, не превышают 60-100 см, но за пределами прибрежной зоны они увеличиваются. Максимальная зафиксированная глубина — 3 м. Впрочем, этот показатель не является постоянным, так как уровень воды в озере может сильно меняться. Это связано с тем, что питание водоёма происходит за счёт дождей, таяния снегов и выхода грунтовых вод.
На сегодняшний день озеро заилено и загрязнено, а прибрежная зона сильно заросла осокой и камышом. Вода возле берега малопрозрачная с большим количеством органических веществ. На значительном удалении от берега вода становится чище и прозрачнее.
На Чистом озере имеются острова. Они образованы корягами, ветками деревьев и корнями растений, вросшими в торф. Мелкие острова могут перемещаться по озеру, более крупные, с деревьями и кустарниками — неподвижны.

## Историческая справка
Озеро появилось в 1913—1914 годах в результате затопления лесной низины. Деревья, оказавшись в воде, начали быстро отмирать и вскоре местные жители смогли увидеть красивое озеро с прозрачной водой, пригодной для питья. В дальнейшем, озеро так и прозвали — Чистое. Правда, уже в 1939 году водоём пересох. А ещё через год Чистое озеро вновь появилось на прежнем месте. С тех пор уровень воды в нём постоянно колеблется, причём в большом диапазоне. Так, в первой половине 60-х годов, водоём опять начал пересыхать, а самые большие глубины составляли менее 2 м. А дождливым летом 1980 года водоём начал увеличиваться в размерах — максимальные глубины возросли до 2,7-2,8 м, при этом прежние берега были залиты водой на 15-20 м, подтопив прибрежные леса.

## Флора и фауна
Растительный мир водоёма представлен зарослями тростника, камыша, осоки на мелководье и рдестом, белой кувшинкой, жёлтой кубышкой на глубине. На островах произрастают болотный вереск, вахта трехлистная, гравилат, росянка и клюква. На больших, неподвижных островах можно увидеть ивы и берёзы. Окрестности Чистого озера являются местом, где растут ландыш, ястребинка, кошачья лапка, пахучая медуница, черника и брусника.
Органический мир озера так же радует своим разнообразием. Известно о наличии ракообразных (дафнии, циклопы), моллюсков (килевая катушка) и жуков (радужница толстоногая). Периодически встречаются личинки стрекоз, тритоны обыкновенный и гребенчатый. Возле берега водятся прудовая и травяная лягушки, на суше можно встретить ужа обыкновенного, гадюку обыкновенную и ящерицу прыткую.
В 1980 году в озеро были запущены мальки карпа, толстолобика и белого амура в количестве 10 000 штук. Так же здесь обитает карась серебристый.
Чистое озеро даёт приют нескольким видам пернатых. К настоящему времени, здесь были замечены кряквы, чирки, кулики, бекасы, болотные курочки. Эти птицы предпочитают гнездиться в прибрежных зарослях или на многочисленных островах и сплавинах. Теплыми летними вечерами можно услышать красивое пение местных соловьёв и протяжные крики коростелей-дергачей. Отмечены случаи посещения водоёма дикими гусями.
В близлежащих лесах можно столкнуться и с более крупными зверями. Например, с лосями или кабанами. В 80-е годы говорили о появлении в этих местах благородных оленей. Также здесь обитают белки, зайцы, рыжие лисицы, горностаи, ласки, куницы и енотовидные собаки.

## Галерея

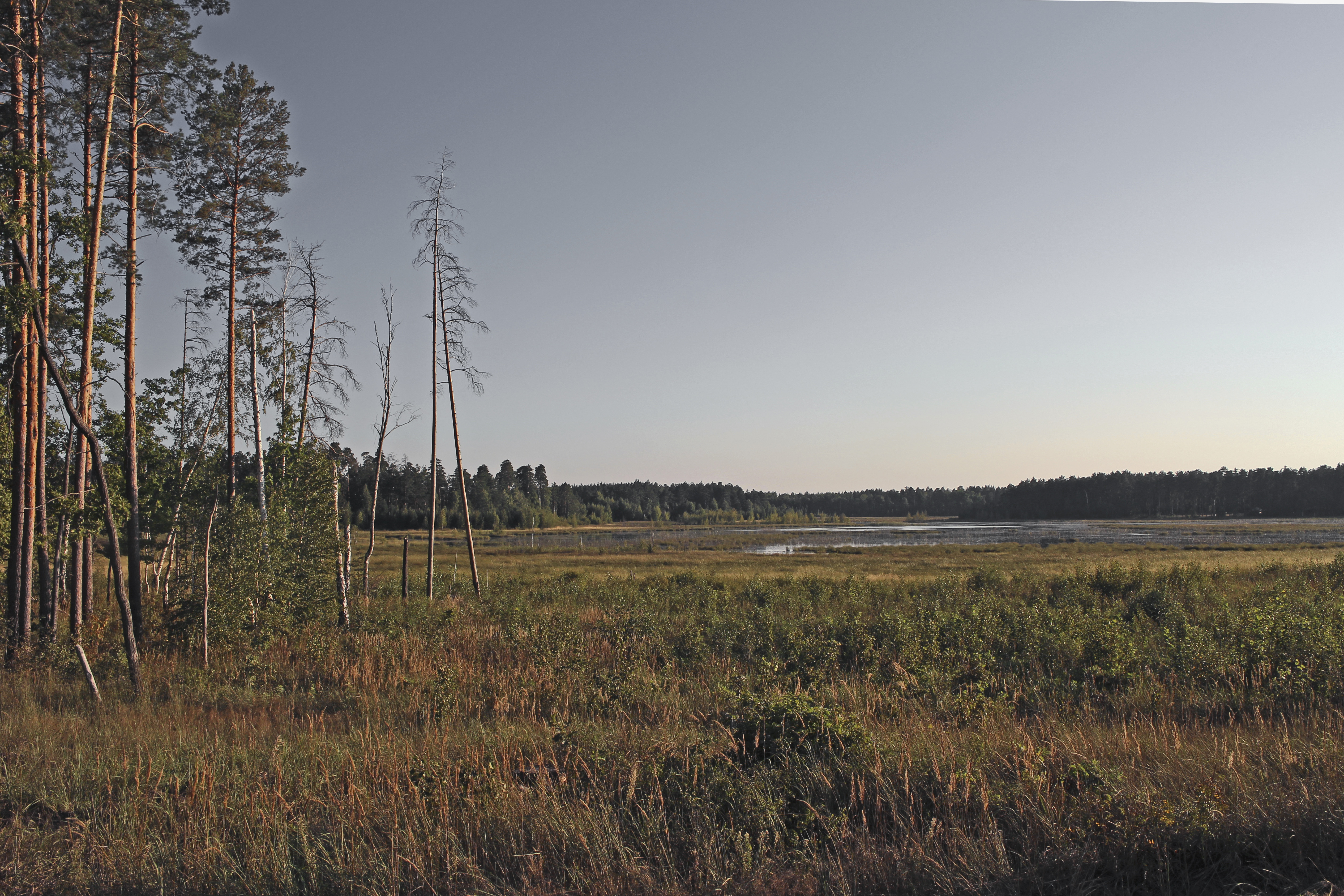
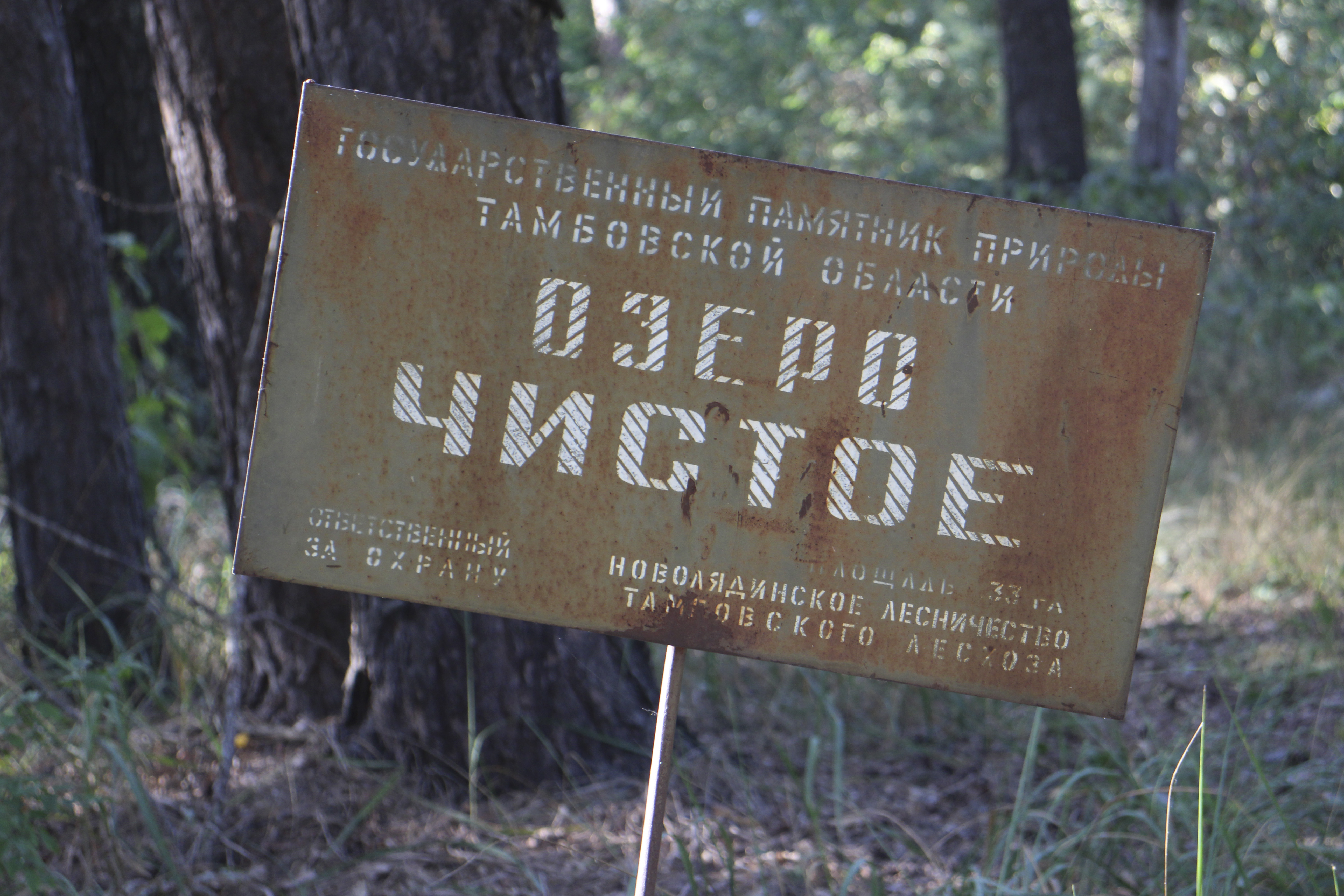